# Tom Poor
Tom Poor (Tom Woodson Poor; * 15. Dezember 1903 in Missouri; † 20. Dezember 1965 in Grove, Oklahoma) war ein US-amerikanischer Hochspringer.
Bei den Olympischen Spielen 1924 in Paris wurde er Vierter mit 1,88 m.
Für die University of Kansas startend wurde er 1923 NCAA-Meister. Seine persönliche Bestleistung von 1,97 m stellte er am 27. März 1925 in Austin auf.